# Де-юре
Де-ю́ре (лат. de iure, de jure — «юридично», «по праву») — латинський вираз. Зазвичай використовують як антонім латинського терміна «де-факто».
Терміни «де-юре» і «де-факто» використовують замість «у принципі» і «на практиці» відповідно, при описі політичної ситуації. Правило може існувати де-факто, наприклад, коли люди підкоряються досягнутій угоді у відсутності закону, що зобов'язує їх це робити. Існує також процес скасування застарілих законів (англ. desuetude), вживаний, коли практика, що працює де-факто, замінює прийнятий де-юре закон. З іншого боку, практика може існувати де-юре і при цьому не визнаватися громадянами правового простору країни.